# Anticoagulante lúpico
O anticoagulante lúpico é uma imunoglobulina que se liga a fosfolipídios e proteínas associadas à membrana celular. Seu nome é considerado um equívoco parcial, pois na verdade é um anticorpo pró-trombótico in vivo. O anticoagulante lúpico em sistemas vivos causa uma diminuição no tempo de coagulação. O nome deriva de suas propriedades in vitro, pois esses anticorpos aumentam os tempos de coagulação em exames laboratoriais como o tempo de tromboplastina parcial ativada (aPTT). Os investigadores especulam que os anticorpos interferem com os fosfolipídios usados para induzir a coagulação in vitro. In vivo, pensa-se que os anticorpos interagem com os fosfolípidos da membrana das plaquetas, aumentando a adesão e agregação das plaquetas, o que explica as características pró-trombóticas in vivo.
A condição foi descrita pela primeira vez pelo hematologista C. Lockard Conley em 1952.

## Terminologia
Ambas as palavras no termo "anticoagulante lúpico" podem ser enganosas:
- A maioria dos pacientes com anticoagulante lúpico não tem realmente lúpus eritematoso, e apenas uma pequena proporção desenvolverá esta doença (que causa dores nas articulações, problemas de pele e insuficiência renal, entre outras complicações). As pessoas com lúpus eritematoso são mais propensas a desenvolver um anticoagulante lúpico do que a população em geral.
- O termo "anticoagulante" descreve com precisão a sua função in vitro. Porém, in vivo, funciona como pró-coagulante.[2]

## Indicações para testagem
A principal indicação para o teste de anticoagulante lúpico é a suspeita de síndrome antifosfolipídica, cujas principais manifestações são coágulos sanguíneos (trombose) em artérias e veias, bem como complicações relacionadas à gravidez, como aborto espontâneo, natimorto, parto prematuro e pré-eclâmpsia grave.
Em uma suspeita de síndrome antifosfolipídica, o anticoagulante lúpico geralmente é testado em conjunto com anticorpos antiapolipoproteína e anticorpos anticardiolipina, e os critérios diagnósticos requerem um evento clínico (ou seja, trombose ou complicação na gravidez) e dois resultados positivos de exames de sangue com intervalo de pelo menos três meses que detectam pelo menos um dos três tipos de anticorpos. O teste para anticoagulante lúpico também pode ser indicado por um teste aPTT (tempo de tromboplastina parcial ativada) prolongado que é inexplicável.

## Testagem
Um teste tempo de tromboplastina parcial ativada (aPTT) é geralmente incluído em um diagnóstico diferencial em sintomas vagos e é um teste inespecífico de coagulação. Em contraste, o tempo de protrombina (TP), outro teste de coagulação inespecífico, normalmente não é afetado pelo anticoagulante lúpico. No entanto, um exame de tempo de protrombina (PT) falsamente aumentada foi relatada, provavelmente pelo anticoagulante lúpico interferindo com o componente fosfolipídio do reagente de PT (exame de tempo de protrombina), particularmente quando se usa fator tecidual recombinante e fosfolipídios purificados.
Estudos de mistura ou testes de mistura são testes realizados no plasma sanguíneo de pacientes ou sujeitos de teste para distinguir deficiências de fator de inibidores de fator, como anticoagulante lúpico, ou inibidores de fator específico, como anticorpos direcionados contra o fator VIII.
Um estudo de mistura geralmente está na investigação inicial de um aPTT (teste de tempo de tromboplastina parcial ativada) prolongado. Em um teste de mistura, o plasma do paciente é misturado com um pool de plasma normal e a coagulação é reavaliada. Se um inibidor da coagulação, como um anticoagulante lúpico, estiver presente, o inibidor irá interagir com o plasma normal reunido e o tempo de coagulação geralmente permanecerá anormal. No entanto, se o tempo de coagulação do plasma misto for corrigido para o normal, a presença de um inibidor, como o anticoagulante lúpico, é menos provável, indicando uma quantidade deficiente de fator de coagulação (que é reabastecido pelo plasma normal). No caso de um teste de mistura corrigida, uma dose mais baixa de plasma combinado normal é frequentemente usada, como uma mistura 4:1 (4 vezes mais plasma do paciente do que plasma combinado normal).
No entanto, apenas cerca de 60 por cento dos pacientes com anticoagulantes lúpicos têm um APTT (teste de tempo de tromboplastina parcial ativada) prolongado e uma combinação de APTT, tornando-o inadequado como o único teste em caso de alta suspeita de síndrome antifosfolipídica. Assim, um ou mais dos seguintes testes são geralmente realizados para detectar o anticoagulante lúpico se uma alta suspeita permanecer e/ou especificar o anticoagulante lúpico como a causa de um teste de mistura anormal:
- Teste de coagulação funcional sensível a fosfolipídios, como o tempo diluído de veneno de víbora de Russell ou o tempo de coagulação de caulim. Como confirmação adicional, um segundo teste com adição de excesso de fosfolipídio corrigirá o prolongamento (conceitualmente conhecido como "neutralização de fosfolipídeos"), confirmando o diagnóstico de anticoagulante lúpico.[6]
- O aPTT (teste de tempo de tromboplastina parcial ativada) lúpico-sensível, do qual existem muitas variantes, mas tem a característica comum de ter uma maior sensibilidade de se prolongar na presença de anticoagulante lúpico em comparação com um aPTT (teste de tempo de tromboplastina parcial ativada) regular.[6]
- Neutralização fosfolipídica de fase hexagonal (II), em que tais fosfolipídios neutralizam especificamente o anticoagulante lúpico, portanto, uma normalização do aPTT (teste de tempo de tromboplastina parcial ativada) após adicioná-lo indica especificamente a presença de anticoagulantes lúpicos.[6]

## Tratamento
O tratamento para um anticoagulante lúpico geralmente é realizado no contexto de trombose documentada, como flebite de extremidade ou trombose venosa do seio dural. Pacientes com anticoagulante lúpico bem documentado (ou seja, presente pelo menos duas vezes) e história de trombose devem ser considerados candidatos a tratamento indefinido com anticoagulantes. Pacientes sem história de trombose e anticoagulante lúpico provavelmente devem ser observados. As evidências atuais sugerem que o risco de trombose recorrente em pacientes com um anticorpo antifosfolípide é aumentado se esse anticorpo for medido em testes sorológicos ou testes funcionais. Os critérios de Sapporo especificam que testes sorológicos e funcionais devem ser positivos para diagnosticar a síndrome do anticorpo antifosfolípide.
Abortos espontâneos podem ser mais prevalentes em pacientes com anticoagulante lúpico. Alguns desses abortos podem ser evitados com a administração de aspirina e heparina não fracionada. O Banco de Dados Cochrane de Revisões Sistemáticas fornece uma compreensão mais profunda sobre o assunto. A trombose é tratada com anticoagulantes (heparina de baixo peso molecular e varfarina).